# ゴッラ
GOLLAはフィンランドのデザイン企業で、同社が展開するブランド名(GOLLA)でもある。現在、アーバンライフ向けのバッグなどを展開しており、特に、”ORION”というバックパックが人気で、ブランドの代名詞となっている。
GOLLAの製品はこれまでに世界100ヵ国以上に販売。フィンランド、ドイツ、中国にオフィスを構え、フィンランドのヘルシンキに本拠地がある。

## 沿革
1994年　フィンランドの西海岸に位置する”Kolla”という街で創立。ブランド名はKollaという地名の現地のなまりがGOLLAに聞こえるということに由来する。
1997年　当時流行っていたCDに着目し、CD-Bago、CD-Bone、CD-DuckといったCDラックアイテムを手掛け、日本市場を含む世界中でシェアを広げた。
MoMA(ニューヨーク近代美術館)のギフトショップにも置かれるほど、高いデザイン性が評価される。
2004年　当時ダークカラーのアイテムが多かった携帯アクセサリー市場に、カラーやスタイルを取り入れ、ファッション性の高いモバイルライフスタイルを世界に先駆けて提案。ドイツの家電展示会「CeBIT」で同コレクションが大きな反響となり、ドイツの新聞に大きく取り上げられた。
2016年　これまでのスタイルから大きく転換し、モダンライフスタイル向けのバッグコレクションを発表。
2019年　20個のペットボトルを再生利用したリサイクルポリエステル素材の”Orion”バックパックを発表。

## 日本での展開
2016年、バッグコレクションの展開に合わせ、伊藤忠商事が独占輸入販売権とマスターライセンス権を取得。百貨店の催事やロフトなどの店舗を中心に展開している。
2018年、公式オンラインストアがスタート。
2021年、公式オンラインストアを完全リニューアル。Gollaの本来の明るい色遣いと、北欧らしい機能的なスマートフォン用バッグを展開した。